# Teinobasis stigmatizans
Teinobasis stigmatizans – gatunek ważki z rodziny łątkowatych (Coenagrionidae).